# 마누슈
마테우스 아우베르투 콘트레이라스 곤살베스(Mateus Alberto Contreiras Gonçalves, 1983년 3월 7일, 루안다)는 흔히 마누슈(Manucho Goncalves) 라고 불리는 앙골라의 전 축구 선수로 현역 시절 공격수 겸 미드필더로 활약했다.
그는 2008년 1월, 페트루 아틀레치쿠에서 맨체스터 유나이티드로 이적하였다. 그러나 취업 비자 문제로, 슈퍼리그 그리스의 클럽 파나티네코스에 임대되었고, 2007-2008 시즌의 잔여 경기를 이 팀에서 뛰었다. 2008-2009 시즌, 마누슈는 맨체스터 유나이티드로 돌아와 주로 리그컵 대회에 출전하였고 2009년 헐 시티로 임대되었고, 시즌이 끝난 뒤 레알 바야돌리드로 이적하였다. 그는 또한 앙골라 축구 국가대표팀의 일원이다.